# Kiggelaria africana

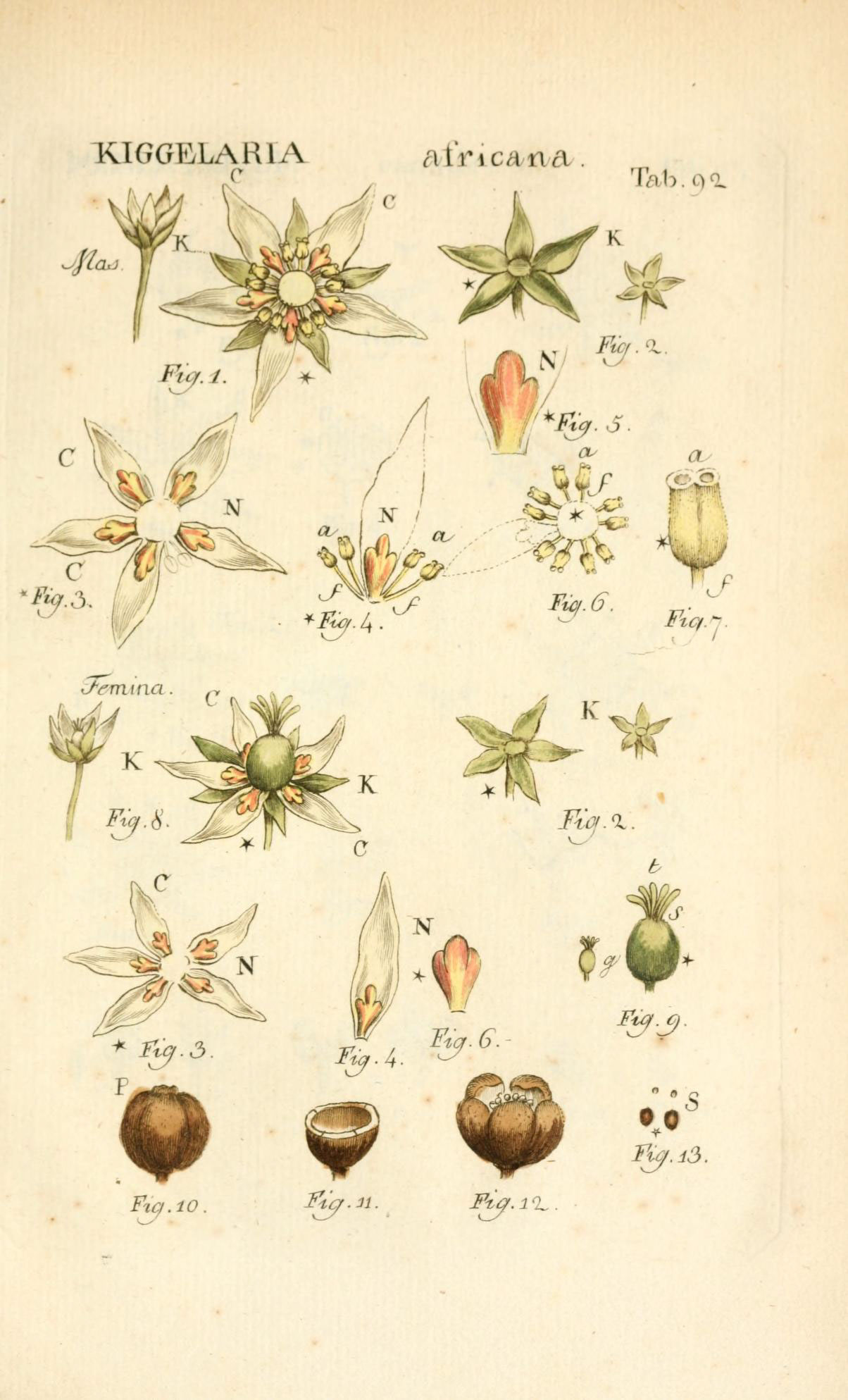
Illustration

Kiggelaria africana ist eine Pflanzenart in der Familie der Achariaceae aus dem süd- bis südöstlich Afrika sowie Äthiopien. Es ist die einzige Art in der monotypischen Gattung Kiggelaria. Der Gattungsname ehrt den niederländischen Apotheker und Botaniker Franz Kiggelaer (1648–1722).

## Beschreibung
Kiggelaria africana wächst als halb- bis immergrüner Strauch bis zu 3 Meter oder als kleinerer Baum bis zu 17 Meter hoch, sie bleibt aber meist einiges kleiner. Der Stammdurchmesser kann bis zu 90 Zentimeter erreichen. Die gräuliche Borke ist glatt, aber im Alter dick, rau sowie schuppig und rissig.
Die einfachen, kurz gestielt Laubblätter sind schraubig, wechselständig an den Zweigenden angeordnet. Der Blattstiel ist 1–2,5 Zentimeter lang. Die leicht ledrigen Blätter sind meist mehr oder weniger kurz und weiß-gelblich behaart bis kahl und am Rand ganz bis schwach geschweift oder entfernt feingezähnt (an jungen Pflanzen oder bei Stockausschlag auch gezähnt bis gesägt). Sie sind eiförmig bis verkehrt-eiförmig oder elliptisch, lanzettlich und an der Spitze rundspitzig bis spitz seltener eingebuchtet. Sie sind 3,5–9 Zentimeter lang und 2–5 Zentimeter breit, sowie unterseits fahlgrün. Die Nebenblätter fehlen.
Kiggelaria africana ist zweihäusig diözisch. Es werden bei den männliche Exemplaren achselständige, zymöse und wenigblütige, kleine Blütenstände gebildet. Die weiblichen Blüten erscheinen einzeln. Die eingeschlechtlichen, meist fünfzähligen und gestielten, kleinen Blüten sind grünlich-weiß bis gelblich und mit doppelter Blütenhülle. Die Kelchblätter sind frei und feinhaarig. Die freien, feinhaarigen Petalen haben innen an der Basis eine fleischige, rötliche Schuppe. Die weiblichen Blüten sind etwas größer und länger gestielt, sie enthalten einen oberständigen, dicht feinhaarigen und einkammerigen Fruchtknoten mit 2–5 kurzen Griffeln. In den männlichen Blüten sind 8–12 kurze Staubblätter vorhanden.
Es werden kleine, grün-gelbe, rundliche, harte, festledrige und wärzliche sowie kurzhaarige, etwa 2 Zentimeter große Kapselfrüchte mit Perianth- und Griffresten gebildet. Sie öffnen sich an der Spitze mit 3–5 unregelmäßigen Klappen und enthalten bis zu 10 Samen. Die rundlichen, 7 Millimeter großen, schwarzen und ledrig-holzigen Samen sind von einem orangen bis roten, fleischigen Samenmantel (Arillus, Sarkotesta) umhüllt.

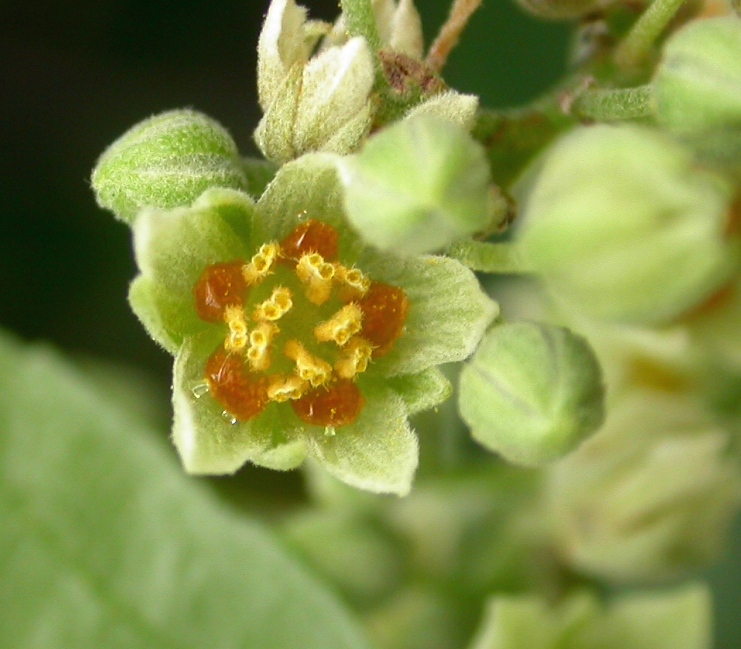
Männliche Blüte
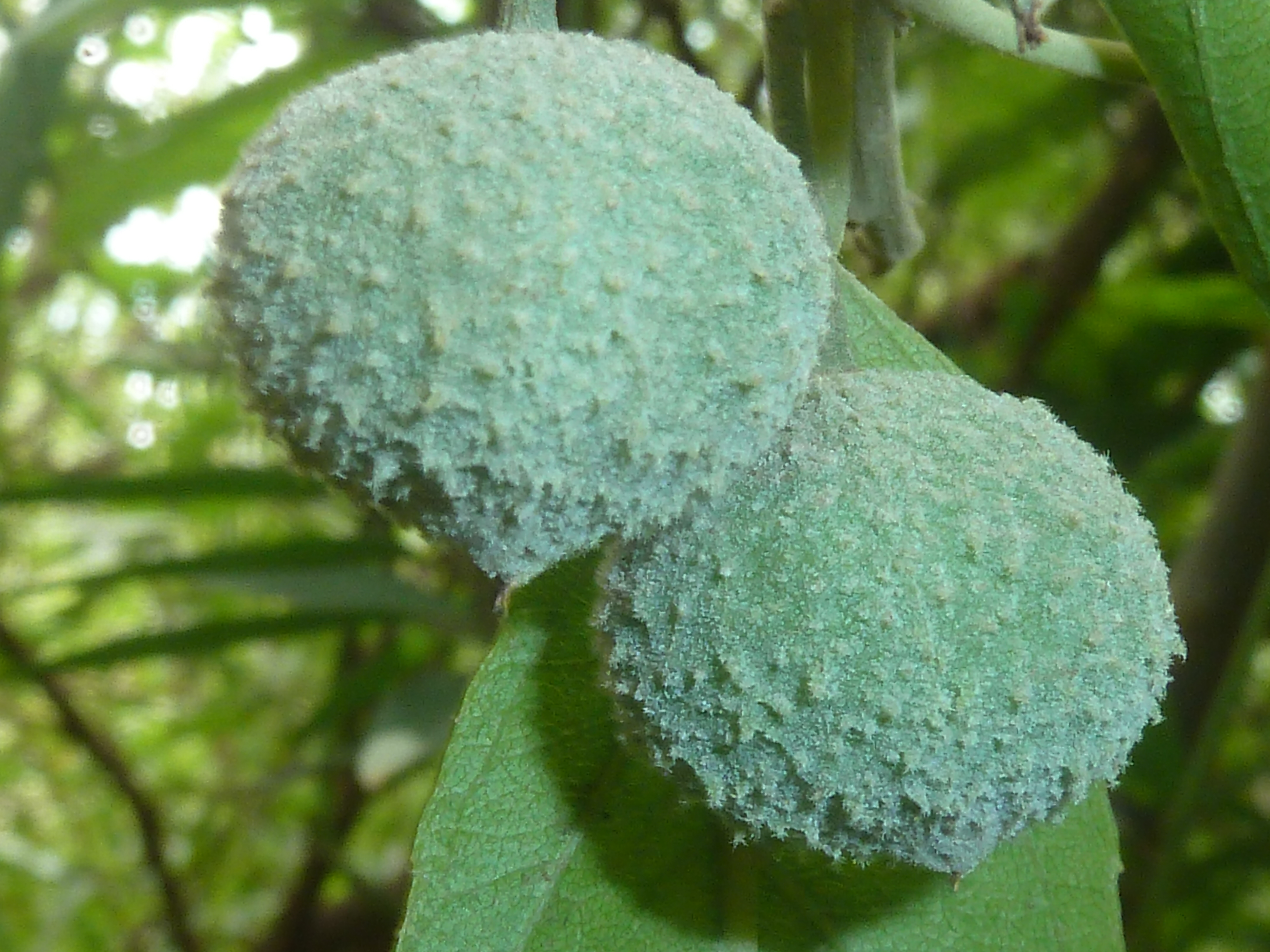
Noch unreife Früchte
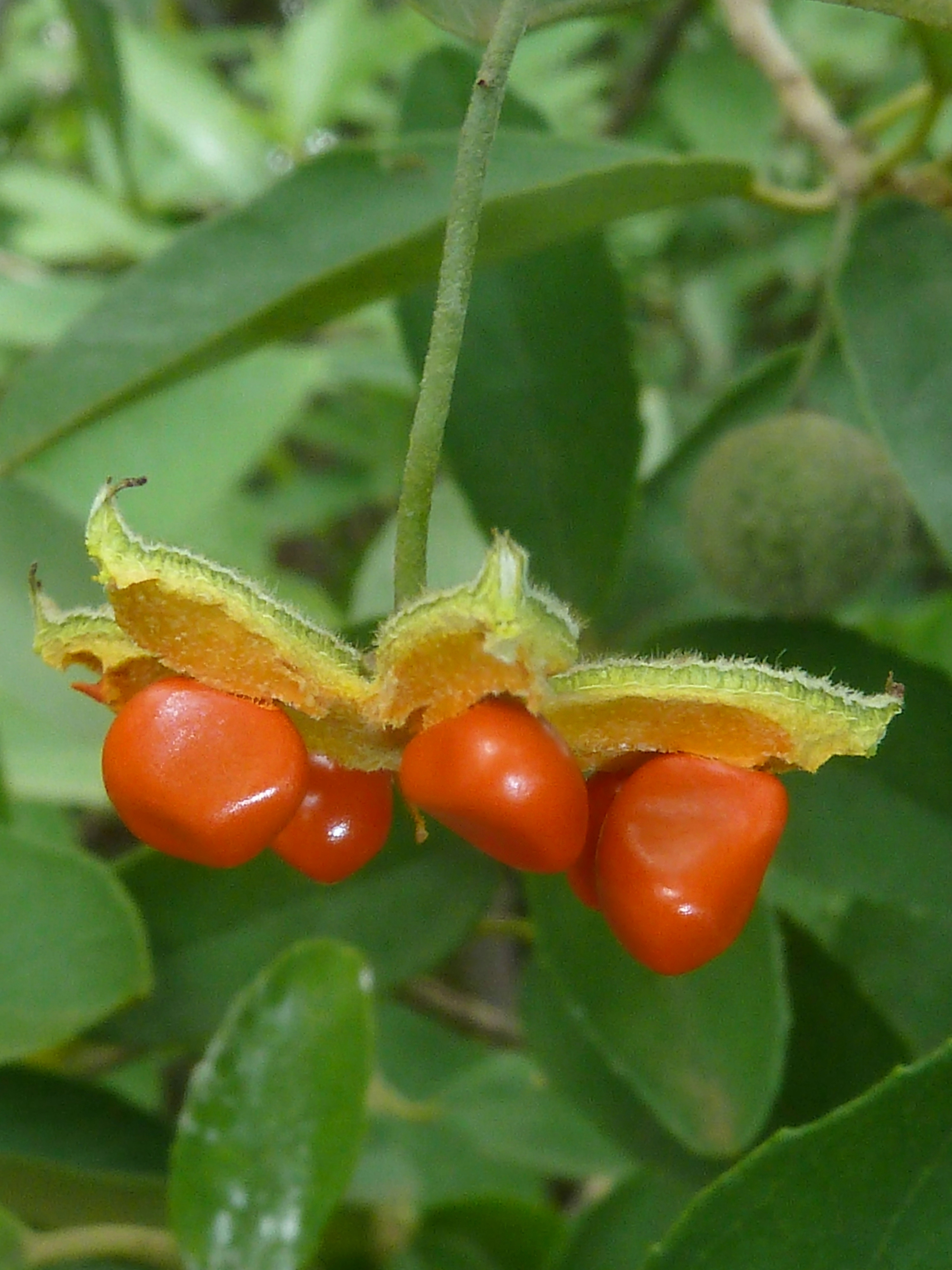
Geöffnete Frucht

## Verwendung
Das recht schwere Holz ist moderat beständig.